# 1956 en Pologne
Cet article présente les faits marquants de l'année 1956 en Pologne.

## Décès
- 8 janvier : Nathan Grunsweigh, peintre polonais et français (° 2 avril 1880).
- 13 février : Jan Łukasiewicz, logicien polonais (° 21 décembre 1878).
- 10 mars : Jan Zaorski, chirurgien et universitaire polonais (° 6 mai 1887).